# Тамале (пирог)
 Пирог тамале  (англ. Tamale pie) — блюдо в виде пирога или мясной запеканки в кухне юго-запада США. Готовится с мясной начинкой и корочкой из кукурузного теста сверху. Его описывают как комфортную еду. Блюдо, изобретенное примерно в начале 1900-х годов в США, возможно, возникло в Техасе, а его первый известный опубликованный рецепт датируется 1911 годом.

## Обзор
Пирог тамале готовится с корочкой из кукурузной муки и начинкой, расположенной в несколько слоев. Традиционно используется говядина, но блюдо также можно приготовить с использованием других видов мяса, таких как курица и мясо индейки, или как постное блюдо. Хотя иногда его характеризуют как мексиканскую еду, этот тип еды не популярен в мексикано-американской культуре. Пирог тамале был описан как "классика комфортной еды " в книге The Ultimate Casseroles Book, опубликованной Better Homes and Gardens.

## Ингредиенты и приготовление
В состав входят говядина и говяжий фарш, также может использоваться свинина, колбаса чоризо, курица, фасоль, сыр, кукурузная мука, кукуруза, кукуруза в сливках, черные оливки, лук, чеснок, помидоры, болгарский перец, перец чили, сальса, масло, приправы, такие как порошок чили, соль и перец. Можно использовать стандартную мелкую кукурузную муку, а также маса харина — кукурузную муку для тортильи. Сыр можно использовать для украшения блюда или внутри пирога. Фарш и другие ингредиенты обжаривают, тушат, выкладывают в форму для запекания, сверху заливают кукурузным тестом. Блюдо обычно запекают в духовке. В качестве гарнира используют сыр, нарезанные помидоры, ломтики авокадо, кинзу и оливковое масло.

## История
Пирог тамале был придуман примерно в начале 1900-х годов в Соединенных Штатах, а примерно в середине 1910-х годов блюдо было включено в программу некоторых курсов по домоводству в средних школах США. Блюдо, возможно, возникло в американском штате Техас. В книге Джона Ф. Мариани 1983 года «Энциклопедия американской еды и напитков» утверждается, что первый опубликованный рецепт пирога тамале датируется 1911 годом. Рецепты этого блюда публиковались и до этого. В книге 1899 года «Кулинарная книга Капитолия», изданной в Остине, штат Техас, был приведен рецепт похожего пирога в горшочке, приготовленного с корочкой из пшеничной муки сверху блюда, а в книге 1905 года «Кулинарная книга Таймс № 2», изданной Los Angeles Times, был приведен рецепт запеканки с «корочкой из кукурузной муки сверху и снизу». В другой кулинарной книге, изданной во время Первой мировой войны, есть рецепт пирога тамале, в котором говорится, что это блюдо можно использовать для экономии пшеницы.